# Меннинг, Петтер
Петтер Меннинг (швед. Petter Menning; 8 августа 1987, Стокгольм), также известный по фамилии Эстрём  (швед. Öström) — шведский гребец-байдарочник, выступает за сборную Швеции по гребле на байдарках и каноэ начиная с 2013 года. Чемпион мира, чемпион Европы, серебряный призёр Европейских игр в Баку, участник летних Олимпийских игр в Рио-де-Жанейро, победитель многих регат национального и международного значения.

## Биография
Петтер Эстрём родился 8 августа 1987 года в Стокгольме. Активно заниматься греблей начал в возрасте двенадцати лет, в период 2003—2007 годов тренировался в гребном клубе в Нючёпинге, позже проходил подготовку в Ваксхольме под руководством тренера Мартина Хантера.
Первого серьёзного успеха на взрослом международном уровне добился в сезоне 2013 года, когда вошёл в основной состав шведской национальной сборной и побывал на чемпионате Европы в португальском городе Монтемор-у-Велью, где в зачёте одиночных байдарок на дистанции 200 метров обогнал всех своих соперников и завоевал тем самым золотую медаль. В той же дисциплине одержал победу и на чемпионате мира в немецком Дуйсбурге.
В 2014 году уже под фамилией Меннинг выступил на мировом первенстве в Москве, откуда привёз награду серебряного достоинства, выигранную в одиночках на двухстах метрах — в финале на финише его опередил только титулованный канадский гребец Марк де Йонг.
На европейском первенстве 2015 года в чешском Рачице стал серебряным призёром в двухсотметровой программе байдарок-одиночек, уступив сербу Марко Драгосавлевичу, тогда как на мировом первенстве в Милане вынужден был довольствоваться бронзовой наградой — лучше него дистанцию преодолели Марк де Йонг и Максим Бомон. Кроме того, в этом сезоне представлял страну на Европейских играх в Баку, где получил в своей дисциплине серебро, проиграв представителю Венгрии Миклошу Дудашу.
В 2016 году добавил в послужной список серебряную медаль с чемпионата Европы в Москве и благодаря череде удачных выступлений удостоился права защищать честь страны на летних Олимпийских играх в Рио-де-Жанейро. Стартовал здесь в зачёте одиночных байдарок на дистанции 200 метров — благополучно квалифицировался на предварительном этапе, но затем на стадии полуфиналов пришёл к финишу лишь шестым и тем самым попал в утешительный финал «Б», где впоследствии занял второе место. Таким образом, в итоговом протоколе соревнований Петтер Меннинг расположился на десятой позиции.
Имеет высшее образование, получил степень магистра в Стокгольмском университете.